# Эрскин, Генри, 10-й граф Бьюкен
Генри Дэвид Эрскин, 10-й граф Бьюкен (англ. Henry David Erskine, 10th Earl of Buchan; 17 апреля 1710 — 1 декабря 1767) — шотландский пэр. Он носил титул учтивости — лорд Охтерхаус с 1710 по 1745 год.

## Биография
Родился 17 апреля 1710 года. Младший сын Дэвида Эрскина, 9-го графа Бьюкена (1672—1745), и Фрэнсис Фэрфакс (? — 1719), дочери Генри Фэрфакса (внука Томаса Фэрфакса, 1-го виконта Фэрфакса), и Энн Браун.
Член Королевского общества с 1734 года, великий мастер Великой ложи Шотландии в 1745—1746 годах.
14 октября 1745 года после смерти своего отца Генри Эрскин унаследовал титулы 10-го графа Бьюкена (Пэрство Шотландии), 10-го лорда Охтерхауса (Пэрство Шотландии) и 5-го лорда Кардросса (Пэрство Шотландии).

## Семья
31 января 1739 года в Бате (графство Сомерсет) Генри Эрскин женился на Агнес Стюарт (3 мая 1717 — 17 декабря 1778), дочери сэра Джеймса Стюарта, 7-го баронета, и Энн Далримпл. У супругов было шестеро детей:
- Леди Энн Агнес Эрскин (1739 — 5 октября 1804)
- Дэвид Эрскин, лорд Кардросс (12 июня 1741 — 4 октября 1747)
- Дэвид Стюарт Эрскин, 11-й граф Бьюкен (1 июня 1742 — 19 апреля 1829), второй сын и преемник отца.
- Достопочтенный Генри Эрскин (1 ноября 1746 — 8 октября 1817), отец Генри Эрскина, 12-го графа Бьюкена
- Томас Эрскин, 1-й барон Эрскин (10 января 1749/50 — 17 ноября 1823).
- Леди Изабелла Эрскин (? — 17 мая 1824), 1-й муж с 1770 года Уильям Лесли Гамильтон (? — 1780), 2-й муж с 1785 года Джон Канингем, 15-й граф Гленкэрн.

Лорд Бьюкен скончался в Уолкоте, Сомерсет, 1 декабря 1767 года в возрасте 57 лет. Он был похоронен 21 декабря 1767 года в аббатстве Холируд, Эдинбург, Мидлотиан, Шотландия. Его преемником в графстве стал его второй сын Дэвид. Графиня Бьюкен умерла в Эдинбурге, Шотландия, в декабре 1778 года в возрасте 61 года.